# Jean Dominique Cassini
Jean Dominique Cassini (ur. 30 czerwca 1748 w Paryżu, zm. 18 października 1845 w Thury-sous-Clermont) – francuski kartograf i astronom. 
Pochodził ze znanej rodziny astronomów pochodzenia włoskiego. Jego ojcem był César François Cassini de Thury, a pradziadkiem Giovanni Cassini. Został członkiem Francuskiej Akademii Nauk w 1770 roku. Po śmierci ojca był dyrektorem Obserwatorium Paryskiego.
Najważniejszym jego dziełem jest dokończenie po swoim ojcu mapy Francji. Złożona z 182 arkuszy i wykonana w skali 1:86400, charakteryzuje się dużą dokładnością a jej powierzchnia wynosi 11 metrów kwadratowych. 
Podczas rewolucji francuskiej był przez siedem miesięcy więziony, ale został uniewinniony. Po reorganizacji akademii został członkiem Instytutu Francji, a Napoleon I Bonaparte mianował go hrabią. Ostatnie lata swego życia spędził w rodzinnym majątku Thury-sous-Clermont. Jego syn Henri był botanikiem i wojskowym.
Napisał: Voyage fart par ordre du roi 1768-1769 pour éprouver les montres marines de Jules Leroy (1770). Opisał historię obserwatorium Cassinich oraz swoich przodków w dziele Mémoires pour servir à l'histoire des sciences (1810). Pod koniec życia wydał tom poezji.